# マルウ接着
マルウ接着株式会社（マルウせっちゃく）は、愛媛県四国中央市下柏町に本社を置く企業。

## 概要
1965年に福助工業常務の横尾茂敏が脱サラし、知人ら6人と創業。張り薬をヒントに接着剤付きの荷札を思いつき、事業化。当時は木箱に荷札をつけていたが、荷物が木箱から段ボールに替わっていく中で両面荷札を皮切りに平板シール、シール原紙など業容を拡大。現在は、シール原紙や印刷用粘着材料、シール、ステッカー、工業用粘着材料など各種粘着加工性製品を手がけている。

## 事業所
- 本社・本社工場 - 愛媛県四国中央市下柏町780番地
- 東京支店 - 東京都江東区新木場2丁目11番4号
- 大阪支店 - 大阪府東大阪市本庄西1丁目6番31号
- 名古屋支店 - 愛知県春日井市西本町1丁目1番地の13
- 九州支店 - 福岡県福岡市博多区諸岡１丁目26-15

## 沿革
- 1965年1月 - 横尾茂敏が日本で初めて両面接着荷札を考案。創業。
- 1966年10月 - 「マルウ接着荷札株式会社」設立。
- 1968年5月 - 本社工場を現在地　四国中央市下柏町780番地に移転する。
- 1971年10月 - 東京支店、大阪支店を開設。
- 1973年9月 - 名古屋支店を開設。
- 1974年10月 - 「マルウ接着株式会社」に社名変更。
- 1981年7月 - 九州支店を開設。
- 1990年8月 - シール自動立体倉庫設置。
- 1993年9月 - バーコード読取機POSマシンを導入。
- 1996年1月 - 立体自動倉庫にピッキング配送システムを導入。
- 1998年9月 - 菊半寸伸、4色UV印刷機導入。特殊フィルム印刷を可能にする。
- 2000年9月 - マルウロジスティック3F建完成1,500坪。全自動出荷ライン完成、全工場合計床面積6,100坪となる。
- 2001年
  - 4月 - 自動ラベル検品機を導入し、カメラによる検品に変更。
  - 9月 - 東京支店新社屋建設。
- 2002年1月 - シール原紙の自動包装と、バーコードによる自動倉庫、各クレーンへの自動搬送を可能にする。
- 2004年2月 - CTP導入。製版のフィルムレス化を実現。
- 2006年5月 - 大阪支店新社屋建設。
- 2007年10月 - 欠点検出器を導入し、糊面・表面基材の異物をすべて検出可能にする。
- 2008年
  - 8月 - 西側新工場建設。
  - 12月 - 資本金を9,965万円に増資する。
- 2009年
  - 1月 - フィルム専用コーターを導入し、クリーンルーム内での製造を可能にする。
  - 5月 - グラビアコーター導入 特殊コート剤の塗工を可能にする。
- 2013年9月 - チャンバーコーター導入 特殊コート剤の塗工を可能にする。
- 2014年9月 - 自動ラベル検品機を印刷機にインライン化する。マルウロジスティックNo2完成 2,880坪。
- 2015年1月 - 第2立体自動倉庫及び自動ロボット・自動リフターの導入で、出荷業務のさらなる自動化を進める。